# ایستگاه برق آبی وتکینسک
ایستگاه برق آبی وتکینسک (به لاتین: Votkinsk Hydroelectric Station) یک سد و نیروگاه برقابی در روسیه است که در چایکوفسکیی، پرم واقع شده‌است.